# Paola Cortellesi
Paola Cortellesi (Rome, 24 november 1973) is een Italiaans actrice, comédienne, imitator, zangeres, presentatrice en filmregisseur.

## Biografie
Paola Cortellesi werd in 1973 geboren in Rome en is actief als actrice en comédienne in films, theater en op televisie. Ze debuteerde op 13-jarige leeftijd als zangeres van Cacao meravigliao, de jingle van het populaire televisieshowprogramma van de RAI, Indietro tutta!. Op 19-jarige leeftijd begon ze te studeren aan de theaterschool Teatro Blu in Rome. Ze speelde vanaf 1995 in het theater en begon haar carrière op televisie in de show Macao en verkreeg nationale populariteit als komische actrice in de televisieshow Mai dire Gol waar ze vooral bekend werd door haar imitaties van bekende personen.
In 2011 won ze de Premi David di Donatello voor beste vrouwelijke hoofdrol en werd ze ook genomineerd voor de Globo d'oro voor haar rol in Nessuno mi può giudicare. In 2015 won ze de Nastro d'Argento Premio Nino Manfredi voor haar rol in Scusate se esisto!. Cortellesi won in 2011 en 2012 ook tweemaal de Italiaanse televisieprijs (Premio Regia Televisiva) Premio per il programma nella categoria Top 10 met de komische televisieserie Zelig.
Cortelessi is ook succesvol als zangeres en werkte samen met andere Italiaanse muzikanten zoals Renato Zero, Claudio Baglioni en Neri per Caso.

## Privé
Cortellesi is sinds 2011 gehuwd met de filmregisseur Ricardo Milani en ze hebben samen een dochter.

## Filmografie

### Als actrice
(exclusief televisieseries)
- Chiedimi se sono felice (2000)
- Un altr'anno e poi cresco (2000)
- Se fossi in te (2000)
- Bell'amico (2000)
- Amarsi può darsi (2001)
- A cavallo della tigre (2002)
- Passato prossimo (2002)
- Il posto dell'anima (2002)
- Tu la conosci Claudia? (2004)
- Non prendere impegni stasera (2006)
- Piano, solo (2007)
- Due partite (2009)
- La fisica dell'acqua (2009)
- Maschi contro femmine (2010)
- Femmine contro maschi (2011)
- Nessuno mi può giudicare (2011)
- C'è chi dice no (2011)
- Un boss in salotto (2014)
- Sotto una buona stella (2014)
- Scusate se esisto! (2014)
- Maraviglioso Boccaccio (2015)
- Gli ultimi saranno ultimi (2015)
- Qualcosa di nuovo (2016)
- Mamma o papà? (2016)
- C'è ancora domani (2023)

### Als regisseur
- C'è ancora domani (2023)

## Televisieseries
- Petra (2020)

## Prijzen en nominaties
De belangrijkste:
| Jaar | Prijs                    | Categorie                  | Film                     | Uitslag  |
| ---- | ------------------------ | -------------------------- | ------------------------ | -------- |
| 2015 | Nastro d'Argento         | Premio Nino Manfredi       | Susate se esisto!        | Gewonnen |
| 2011 | Premi David di Donatello | Beste vrouwelijke hoofdrol | Nessuno mi può giudicare | Gewonnen |